# ELISA
ELISA (akronym fra engelsk Enzyme-Linked ImmunoSorbent Assay) er en metode til  præcis bestemmelse af små koncentrationer af antigener eller antistoffer.
ELISA kan laves som direkte eller indirekte ELISA-metode. ELISA hører under forskellige immunteknikker, såsom RIA (Radioimmunoanalyse), clia (chemiluminescence immunoassay), LIA (latex partikel baseret immunassay) og LIA (Line Immunoassay).